# 텔레피누
텔레피누는 히타이트 왕명이었다.(기원전 1500년경) 그의 치세 초기 히타이트 제국은 그들의 핵심 영토로 수축하여 하투실리 1세와 무르실리 1세의 이전 시기에 그들의 점령지 모두를, 즉 서쪽은 아르자와 동쪽은 미탄니 북쪽은 카스카, 남쪽은 키주와트나를 잃고 오래되었다.
텔레피누는 키주와트나의 후르족과 연맹을 형성하여 미탄니의 후르족으로부터 기반을 약간 회복할 수 있었다. 그러나 그의 치세가 끝남과 더불어 히타이트 제국은 일시적인 암흑기인 중왕국으로 접어들었다. 약 70년간 지속되었다. 그 시절은 기록이 너무 부족하여 많은 결론을 도출하기 어렵다.

## 전설
전설에 따르면 텔레피누는 히타이트의 농신이었는데 기후와 비옥의 신의 아들이었다. 한 이야기에서 그는 세상에 대해 노하여 나아가 농작물을 망치게 하였다. 어머니 신 한나한나가 벌을 보내서 그를 찾았을 때 벌이 그를 쏘았고 그에게 밀납으로 얼룩지게 하였다. 신은 노하고 세계를 파괴하기 시작하였다. 결국 마법 신 캄루세파가 그의 노여움을 지하 세계 문지기에게 풀게 하여 달랬다.

## 같이 보기
- 히타이트 신화

| 전임 후지야 1세 | 제7대 히타이트 왕 기원전 1500년경 | 후임 히타이트 중왕국 |